# Hermann Müller-John
Hermann Müller-John (* 4. August 1894 in Helmstedt; † 8. Mai 1945 in Österreich) war ein deutscher Kriegsverbrecher, Musikdirektor des Musikkorps der Leibstandarte SS Adolf Hitler und Leibstandarten-Obermusikmeister.

## Leben

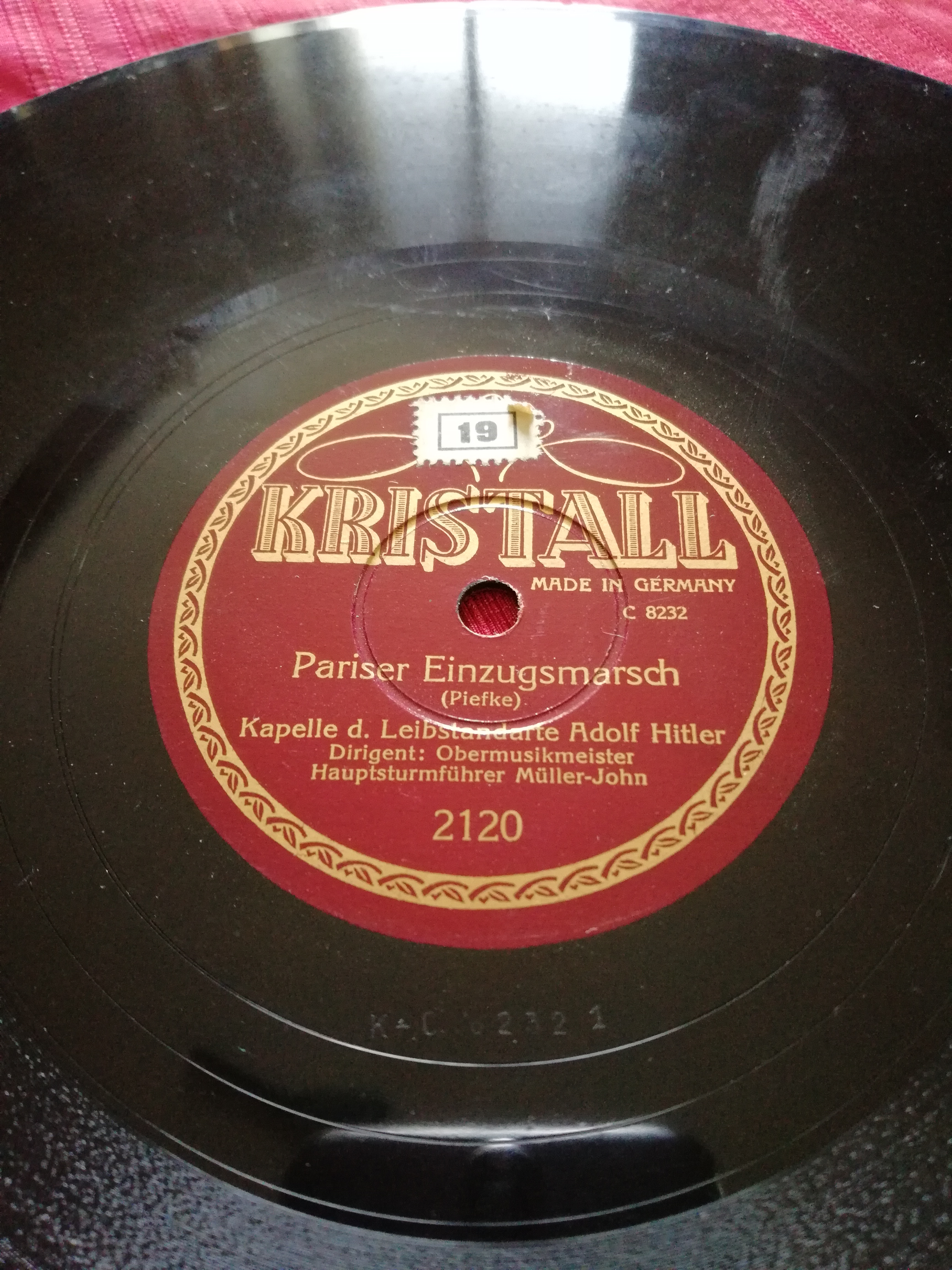
Schallplatte „Pariser Einzugsmarsch, Kapelle d. Leibstandarte Adolf Hitler / Dirigent: Obermusikmeister Hauptsturmführer Müller-John“

Müller-John trat zum 1. Februar 1931 in die NSDAP (Mitgliedsnummer 452.295) sowie am 21. Juli desselben Jahres in die SS ein (SS-Nummer 207.148) und wurde am 21. Juli 1933 SS-Hauptsturmführer. Er wurde am 4. August 1933 zum Musikdirektor des Musikkorps der Leibstandarte SS „Adolf Hitler“ ernannt und am 15. November 1935 wurde er Reichskultursenator und Mitglied des Präsidialrates der Reichsmusikkammer. Am 22. Juli 1936 wurde ihm der Titel „Leibstandarten-Obermusikmeister“ verliehen mit zeitgleicher Ernennung zum 1. Musik-Inspizient der SS-Verfügungstruppe.
1939 war er mit seiner Musikkapelle an Kriegsverbrechen in Polen beteiligt, bei denen mehrere Personen der polnisch-jüdischen Zivilbevölkerung ohne rechtliche Grundlage erschossen wurden. Daraufhin wurde er durch die Wehrmacht inhaftiert und sollte von einem Kriegsgericht verurteilt werden. Auf Anweisung Adolf Hitlers wurde er ohne Gerichtsverhandlung freigelassen. Seine Ernennung zum SS-Sturmbannführer d. R. der Waffen-SS erfolgte am 30. Januar 1943.

## Tod
Bei Kriegsende versteckte er sich bei Bergbauern in Tirol.
Die Todesumstände von Müller-John und seiner Familie wurden später bekannt: Vor dem Erscheinen der US-Armee erschoss er seine Frau und seine Tochter (erweiterter Suizid), der eigene Schuss sei nicht tödlich gewesen, und er habe von einem US-Soldaten den Gnadenschuss erhalten. Auf dem Friedhof von Söll, nach anderen Angaben auf dem Gemeindefriedhof von Itter oder Hopfgarten im Brixental, seien alle drei beerdigt worden, bevor Müller-John später auf den Soldatenfriedhof Innsbruck-Amras, Feld H, umgebettet wurde.

## Trivia
Müller-John war mit einer geborenen Frau John verheiratet, deren Name ist wahrscheinlich an den Namen Müller angehängt worden (Doppelname).